# Grace Choi
Grace Choi es una superheroína ficticia que aparece en los cómics estadounidenses publicados por DC Comics. El personaje fue creado por el escritor Judd Winick y el artista Tom Raney, apareciendo por primera vez en Outsiders (vol. 3) # 1 (agosto de 2003) en la Edad Moderna de los Cómics. Choi es presentada como una joven asiática estadounidense que usa sus poderes de fuerza sobrehumana, curación y durabilidad mejorada para ganarse la vida como gorila de un club nocturno, quien es reclutada a regañadientes por su conocido superhéroe Roy Harper para unirse a su nuevo grupo de héroes, The Outsiders.
En el transcurso de sus aventuras, Grace se enorgullece de su trabajo como superheroína y descubre que desciende de una tribu de amazonas, lo que explica sus habilidades mejores que las humanas y le da un nuevo modelo a seguir en Wonder Woman. Mientras trabaja con el equipo, entabla una relación con su compañera Thunder, la hija del superhéroe y miembro fundador de Outsider, Black Lightning.
Fuera de los cómics, Choi ha aparecido en programas de televisión y videojuegos. El personaje es interpretado por Chantal Thuy en la serie de televisión de acción real Black Lightning. Sin embargo, esta versión de ella es una metahumana en lugar de una amazona y posee la capacidad de cambiar de forma.

## Biografía ficticia

### Origen
Grace Choi es una mujer asiática-estadounidense alta con una fuerza metahumana que luce tatuajes con estilo a lo largo de las líneas de las Primeras Naciones del Pacífico en ambos brazos y un diseño de sol circular alrededor de su ombligo.
La historia de Grace se exploró en detalle en el arco "Outsiders: Most Wanted", en el que se reveló que ella era una de las víctimas sobrevivientes de una red de prostitución que explotaba a niños secuestrados y fugitivos como su "mercancía". Al llegar a la pubertad, Grace usó sus poderes metahumanos nacientes para escapar, y pasó los siguientes años viviendo de forma independiente, hasta que fue reclutada por los Outsiders.
Aunque inicialmente no se reveló la fuente de los poderes de Grace, cuando el equipo fue capturado por Cerebro y Monsieur Mallah en Outsiders (vol. 3) # 39, notaron que Grace ha sido mejorada más de lo que suele ser "su clase". Los Outsiders estaban confundidos por ese comentario, lo que llevó a Mallah a reír y comentar: "¿Quieres decir que no saben lo que eres?" Más tarde, se reveló el linaje amazónico de Grace.

### Uniéndose a los Outsiders
En su primera aparición en Outsiders (vol. 3) # 1, fue la gorila del club nocturno metahumano Chaney's en Metrópolis; Arsenal la reclutó para los Outsiders recién formados. Ella y Arsenal eran viejos amigos, pero ella no estaba muy interesada en unirse hasta que él le dijo que el trabajo de Outsiders le pagaría tres veces más que su trabajo de gorila.

### "Un año después"
Grace Choi sigue siendo miembro de los Outsiders y ayudó a derrocar el régimen de Malí. Se lleva bastante bien con el miembro más nuevo del equipo, el Capitán Boomerang II, y los dos han estado involucrados en el interrogatorio un tanto cuestionable de algunos soldados, que involucró tortura. Se ha revelado que Grace ha estado secretamente involucrada en una relación con Thunder (Anissa Pierce). Después de una misión fallida en Corea del Norte que involucró a Checkmate, Nightwing le entrega a los Outsiders a Batman, quien elige decidir su propia lista que culmina con el relanzamiento del título de DC Comics Batman y los Outsiders.
Grace aparece en la serie limitada Amazons Attack, donde durante un ataque a los Estados Unidos por las Amazonas, se encuentra con las Bana Amazonas. Uno de sus miembros le dice que ella es en realidad parte de su tribu, la explicación de las alusiones anteriores de otros a "su especie". Sin embargo, esto no explica por completo los poderes metahumanos de Grace, ya que las Bana Amazonas solo tienen la máxima fuerza y acondicionamiento a nivel humano, mientras que sus primas amazónicas Themyscirianas poseen una verdadera fuerza metahumana. Tras la guerra, Batman asigna a Wonder Woman y Grace a una misión de limpieza que sirve como una audición para su nueva lista de Outsiders. Grace se identifica a sí misma como medio amazónica y muestra un profundo conocimiento de la historia de Bana-Mighdall. Batman y Wonder Woman aceptan que ella es una Bana, y se confirma cuando Grace maneja con éxito una bomba diseñada para que solo las mujeres con ADN de Bana puedan controlarla. Diana y Grace terminan su misión conjunta describiéndose como primas.
Grace fue mostrada brevemente trabajando junto a Birds of Prey cuando intentaron evitar que un grupo de villanos mataran a los Seis Secretos y les quitaran la carta "Sal del Infierno Libre" de Neron.
Satisfecho con su actuación, Batman le da la bienvenida a Grace como el último miembro de sus Outsiders. A pesar de estar enojada porque Thunder "desapareció" durante las pruebas de Batman y ha sido excluida del equipo, ella acepta. Luego invita a Thunder a volver al equipo sin el permiso de Batman. Tras la aparente muerte de Bruce Wayne, los Outsiders caen en una trampa tendida por Simon Hurt, y la mayoría de los miembros del equipo resultan gravemente heridos. El grupo se disuelve poco después y es reemplazado por un nuevo equipo de Outsiders.
Algún tiempo después, Grace aparece en Wonder Woman # 600 como miembro del equipo femenino de héroes de Wonder Woman.
Muchos meses después de su partida de los Outsiders, Grace se muestra en una relación de convivencia con Anissa, con ambas mujeres ahora en un estado de semi-retiro después de la recuperación de Anissa. Cuando Black Lightning llega al apartamento de Grace y Anissa con su pequeña banda de héroes fugitivos, Grace acude en su ayuda y ayuda a luchar contra los miembros atacantes de la Sociedad de la Justicia de América. En la batalla que sigue, Grace deja inconscientes a Stargirl y Señor América, diciéndoles que no amenacen a su "suegro". Después de la batalla con la JSA, Grace y Thunder acuerdan unirse al pequeño equipo de Outsiders de Black Lightning, que son encargados por Amanda Waller con viajar a Markovia y capturar a Geo-Force y su facción rebelde del equipo. Después de una batalla masiva en Markovia, ambos equipos de Outsiders son disueltos por Batman y los héroes individuales regresan a casa.

## Poderes y habilidades
Grace Choi posee niveles metahumanos de fuerza, mayor durabilidad y resistencia, así como regeneración y mayor curación.

## Otras versiones
Grace Choi aparece en el cómic digital de la temporada 11 de Smallville basado en la serie de televisión. Ella es miembro de los Outsiders.

## En otros medios

### Televisión
- Se puede ver a Thunder enviando mensajes de texto a Grace en el primer corto de Thunder and Lightning en DC Nation Shorts.
- Grace Choi aparece en la serie de televisión Black Lightning, interpretada por Chantal Thuy, mientras que su forma de adolescente es interpretada por Stella Smith y su forma de anciano es interpretado por Joseph Steven Yang. Grace conoció a Anissa Pierce en una biblioteca, insistiendo en que echara un vistazo a uno de sus favoritos, The Outsiders. Luego la invitó rápidamente a una fiesta de cosplay en el bar en el que trabajaba. En la fiesta, las dos bailaron juntas, antes de ser interrumpidas entonces por la novia de Anissa, Chenoa. Tratando de evitar una pelea en su bar, Grace le pidió a Chenoa que llevara sus problemas afuera. Al salir de la barra de lápiz labial rojo rubí con Anissa, fueron confrontadas por antiguos clientes, enojados con Grace y el bar. Noqueó a Grace, pero todo el grupo fue rápidamente noqueado por Anissa. Pronto se despertó, con Anissa tendiendo a rasparse la cabeza. Reaparece en la segunda temporada. Se revela en el episodio "Libro de los secretos: Capítulo tres: Columna de fuego" que "Grace Choi" es un alias. Su verdadero nombre es Shay Li Wylde, quien fue secuestrada y forzada a prostituirse a una edad temprana antes de ser rescatada por I.C.E.. Desapareció y resurgió en Freeland como Choi. Además, se la vio tomando pastillas cada vez que sus ojos comenzaron a cambiar de color y comenzaron a aparecer manchas, que luego se revelaron para tratar la esquizofrenia. Llevó una vida normal hasta que Anissa vio que sus ojos cambiaban de color, lo que llevó a que Grace se fuera y desapareciera. En el episodio "El Libro del Apocalipsis: Capítulo Uno: El Alfa", Thunder le contó a Peter Gambi sobre su encuentro con un anciano que tenía ojos brillantes y un caballo a medio comer en su apartamento. Esto hizo que Gambi teorizara que Grace es una cambiante. Jennifer le comenta a Anissa que Grace volverá a aparecer con el tiempo. En el episodio "El libro de la ocupación: Capítulo uno: El nacimiento del mirlo", Anissa y Gambi encuentran imágenes de seguridad de Grace cambiando de forma de un leopardo. En "El libro de la ocupación: Capítulo tres: El sueño de la pipa del agente Odell", Grace se reúne con Anissa, donde revela sus habilidades de cambio de forma que está trabajando para controlar. Anissa acepta el estatus metahumano de Grace mientras reavivan su relación amorosa. En "El libro de la ocupación: Capítulo cuatro: Ouroboros de Lynn", Jefferson se entera de las habilidades de Grace. En "El Libro de la Resistencia: Capítulo Dos: La Opus de Henderson", Anissa hace que su padre evacue a Grace con los otros presuntos metahumanos. Cuando un A.S.A. El soldado sigue a Grace a una casa, es asesinado por su forma de leopardo. Black Lightning la alcanza y Grace expresa su conocimiento de su identidad debido a los aromas que mantiene de su forma de leopardo. En el final de la tercera temporada, Grace y Thunder se enfrentan a Gravedigger en el Pozo. Gravedigger controla mentalmente a Grace para que ataque a Thunder, lo que hace que use sus poderes para noquear a Grace. Después de la invasión de Markovia a Freeland, Lynn afirma que Grace está en coma y no está segura de cuándo saldrá. Ella le dice a Anissa que deberían colocarla en algún lugar donde pueda recibir un cuidado completo. En "El libro de la reconstrucción: Capítulo tres: A pesar de toda mi rabia...", Grace se despertó del coma y ella y Anissa se casaron. En "El Libro de la Reconstrucción: Capítulo Cuatro: Una Luz en la Oscuridad", Grace crea una forma de superheroína con sus habilidades que ella llama Wylde donde luce ojos de gato y una máscara bucal similar a la que se usa para el alias Blackbird de Anissa.

### Videojuegos
- Grace Choi aparece en DC Universe Online.